# Bur Dubai
Bur Dubai (in het Arabisch: بر دبي) is een historisch district in Dubai, Verenigde Arabische Emiraten, gelegen aan de zuid-westkant van de Dubai Creek (Khor Dubai). De naam vertaalt zich letterlijk naar het vasteland van Dubai, een verwijzing naar de traditionele scheiding van het Bur Dubai-gebied van Deira door de Dubai Creek. Bur Dubai bestaat uit alle districten tussen de westelijke oever van de kreek en Jumeirah in het westen en grenst in het zuiden aan het stadsdeel Downtown.

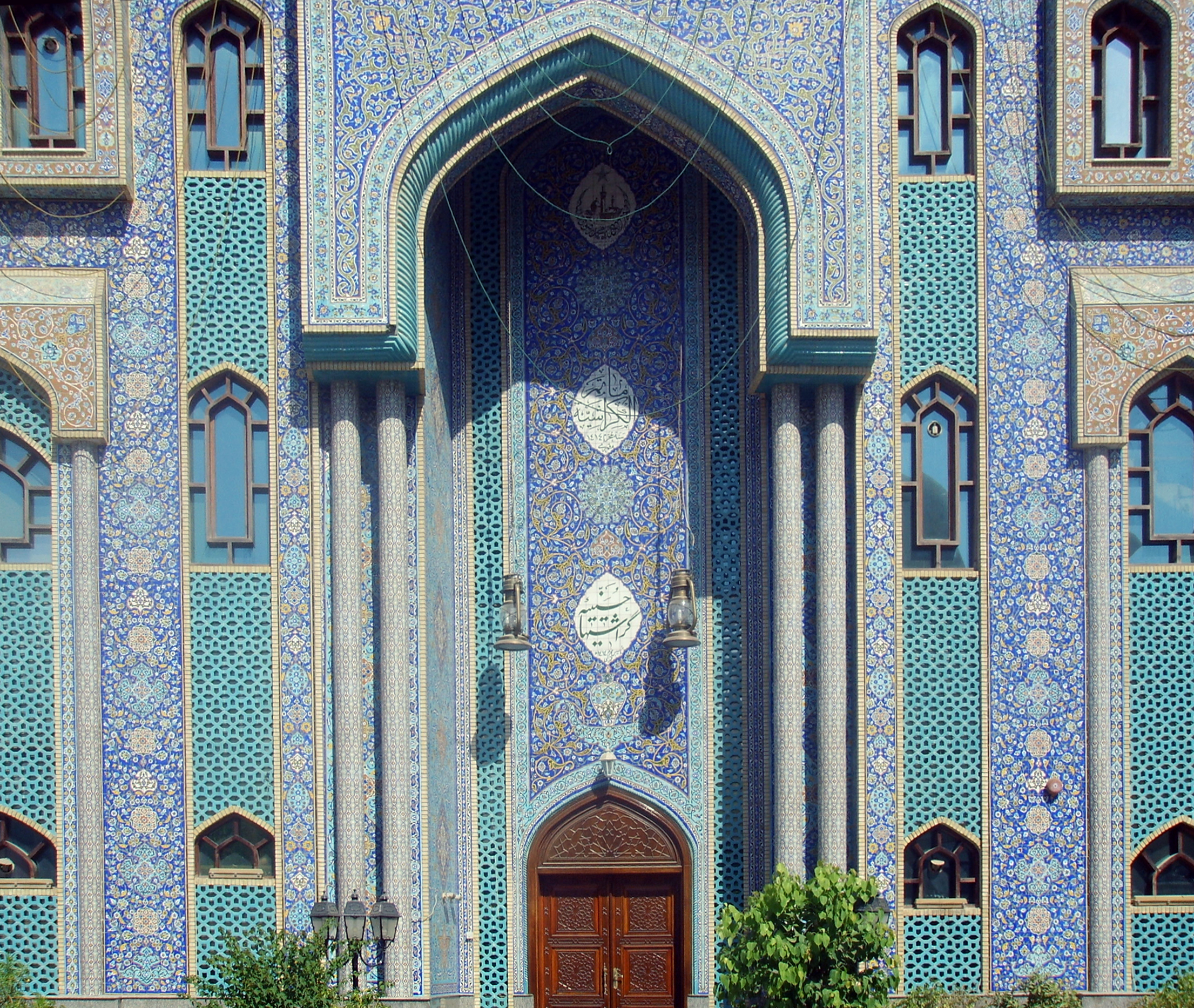
Iraanse moskee in Bur Dubai

Zowel de rode als de groene lijn van de metro van Dubai doorkruisen Bur Dubai, waarbij de rode lijn de belangrijkste verbinding vormt, omdat het zowel naar de moderne wijken ten zuidwesten (Downtown, Dubai Marina) gaat als naar Dubai International Airport in het noordoosten.
De wijk herbergt verschillende moskeeën, waaronder de Grote Moskee met de hoogste minaret van de stad en de blauw betegelde Iraanse moskee. De enige hindoetempel van Dubai ligt tussen de Grote Moskee en de Dubai Creek.

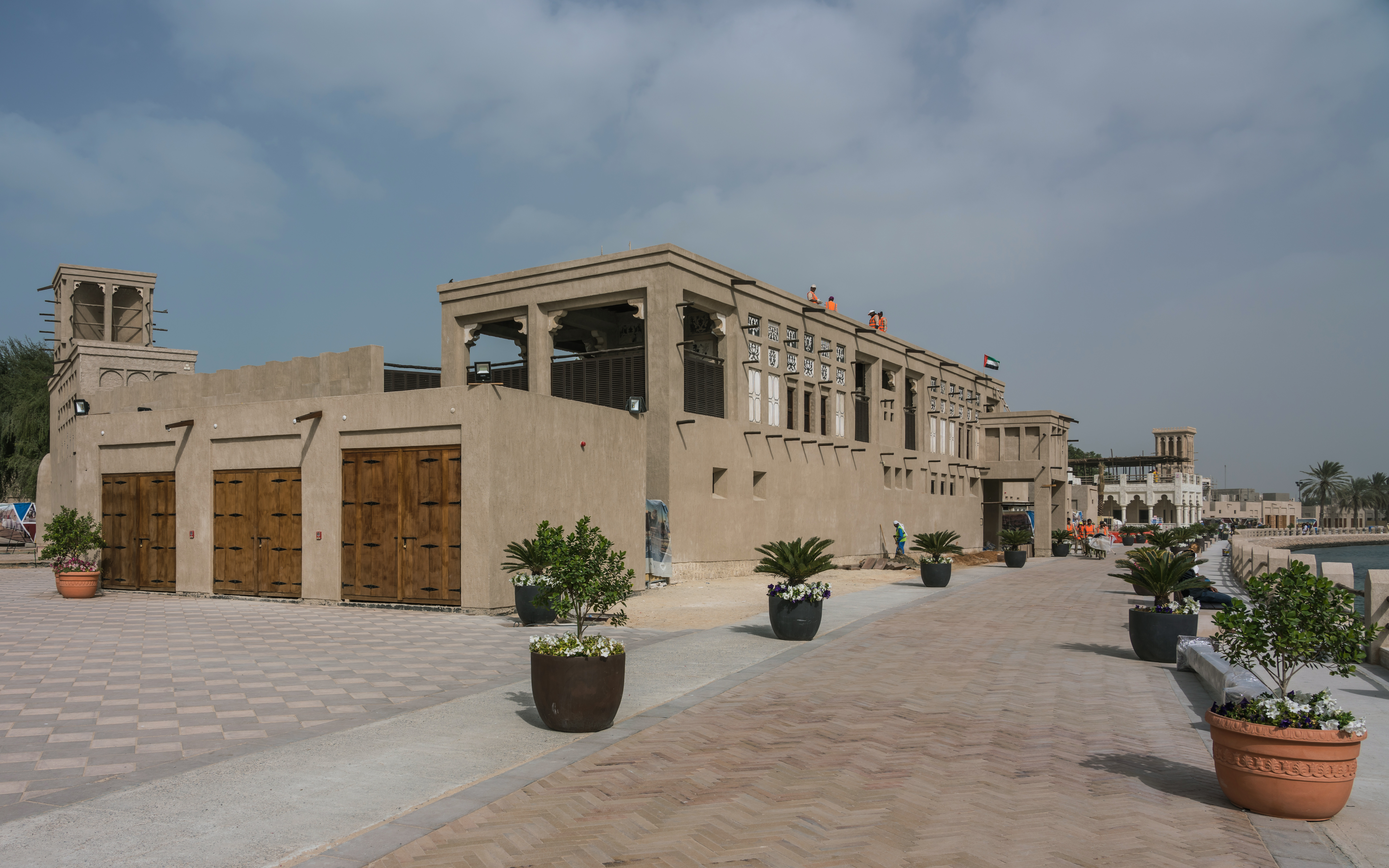
Sheikh Obaid bin Thani House

De wijk heeft veel winkelstraten en souks (of soeks), waaronder de textielsouk, hoewel de meeste bekende souks zich in Deira bevinden aan de overkant van de Dubai Creek. Met een Abra (watertaxi) kan de kreek makkelijk overgestoken worden. Bur Dubai is de thuisbasis van verschillende populaire plaatsen voor toeristen, waaronder gerenoveerde historische gebouwen en musea, zoals:

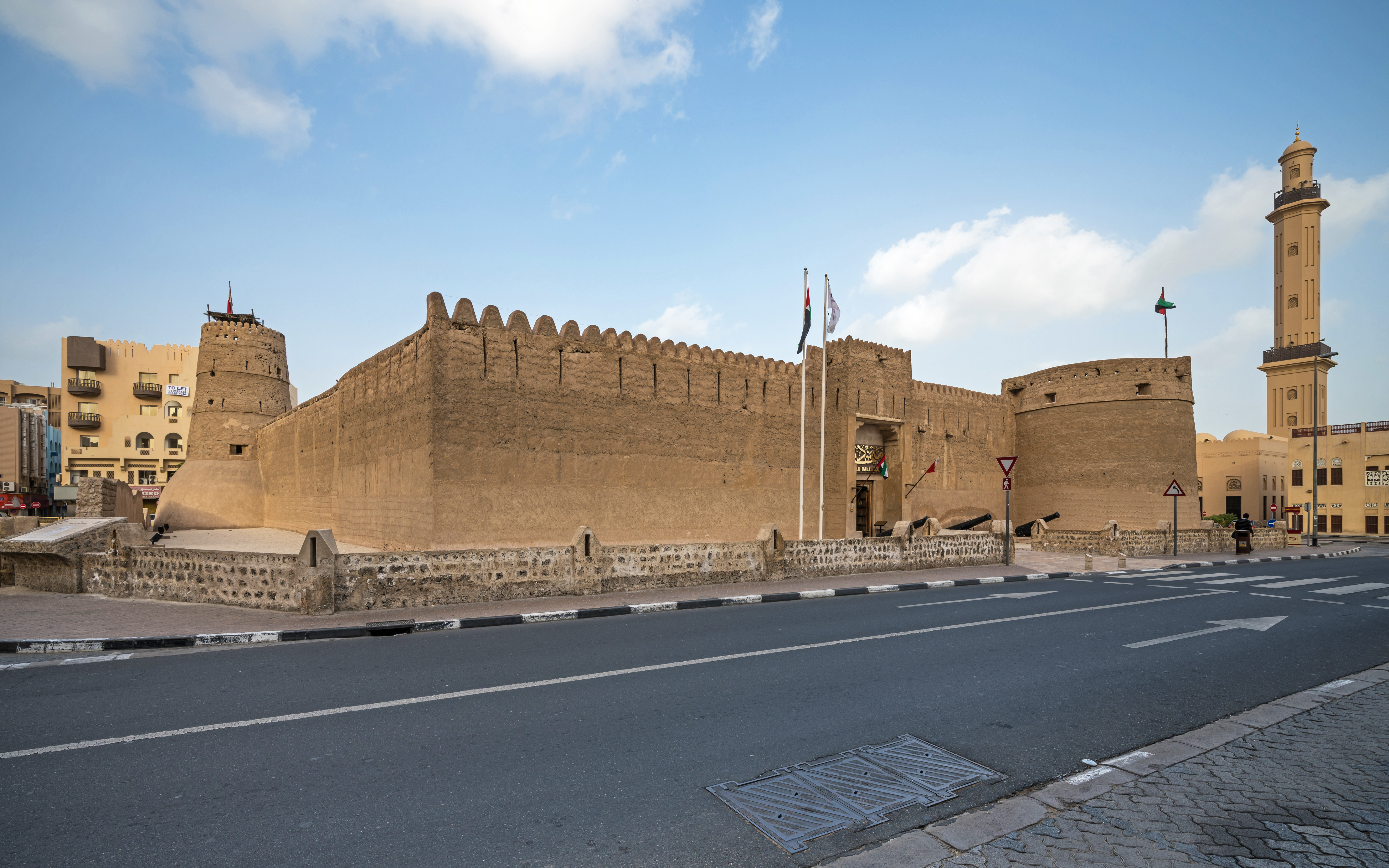
Al Fahidi Fort

- Al Fahidi Fort: De oudste toren van het fort komt uit 1787 en daarmee is het fort het oudste gebouw van Dubai dat nog steeds bestaat. Tegenwoordig is het Dubai Museum hierin gevestigd.
- Sheikh Obaid bin Thani House: De voormalige residentie van Sheikh Obaid bin Thani. Het huis is in 1916 opgetrokken uit steen uit de zee, gips en modder. Het is nu een museum.
- Sheikh Saeed Al Maktoum House: Voormalige residentie van Saeed bin Maktoum Al Maktoum, voormalig heerser van Dubai. Het gebouw is gelegen langs de Dubai Creek en werd opgericht rond 1896 als zetel van de Al Maktoum-familie. Het gebouw is nu een museum met artefacten en afbeeldingen van de oude binnenstad van Dubai. De totale oppervlakte van het gebouw is 3600 vierkante meter.

## Al Bastakiya
Het historische gebied Al Bastakiya ligt ten oosten van het Al Fahidi Fort (nu het Dubai Museum). Dit volledig gerestaureerde gedeelte van Bur Dubai heeft kenmerkende zandkleurige windtorens (een traditioneel Iraans bouwelement dat gebruikt wordt om natuurlijke ventilatie in gebouwen te versterken) en geeft een goed beeld van het traditionele Dubai. De bouw van de wijk dateert uit de jaren 1890. Het bestond het uit ongeveer 60 wooneenheden, die werden gescheiden door smalle, kronkelende straatjes. De naam Al Bastakiya laat zich verklaren, doordat het voornamelijk werd gebouwd door immigranten uit de stad Bastak in Perzië die hun geboorteland verlieten vanwege aanhoudende religieuze vervolging en belastingvoordelen aangeboden kregen door de Emerati-regering om zich in Dubai te vestigen.
In de jaren 80 werd de helft verwoest om plaats te maken voor de ontwikkeling van een nieuw kantorencomplex. De overige huizen werden vooral gebruikt als pakhuizen of accommodatie voor buitenlandse arbeiders. In 1989 gaf de gemeente Dubai de opdracht om de resterende delen van de historische wijk ook te slopen. Rayner Otter, een Britse architect, kwam naar het gebied en startte een campagne om het gebied te beschermen. Hij schreef een brief aan Prins Charles, die dat jaar Dubai zou bezoeken. Bij zijn aankomst vroeg prins Charles de historische wijk te bezoeken en verkende hij het hele gebied met Rayner Otter. Tijdens zijn bezoek stelde de prins voor om de historische wijk te behouden en werd de sloop geannuleerd. Uiteindelijk werd besloten tot een grondige renovatie van de nog resterende oude wijk.

## Afbeeldingen

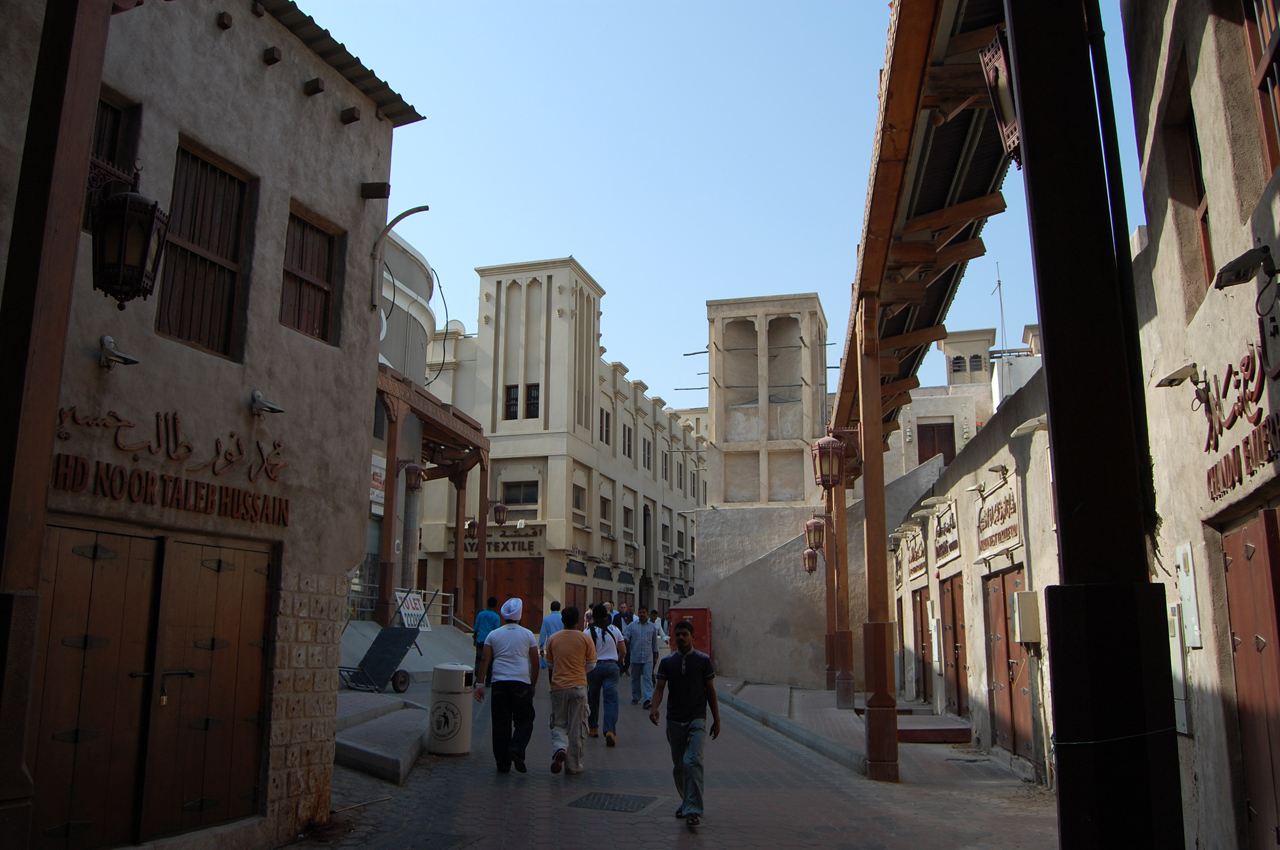
Straat in Bur Dubai
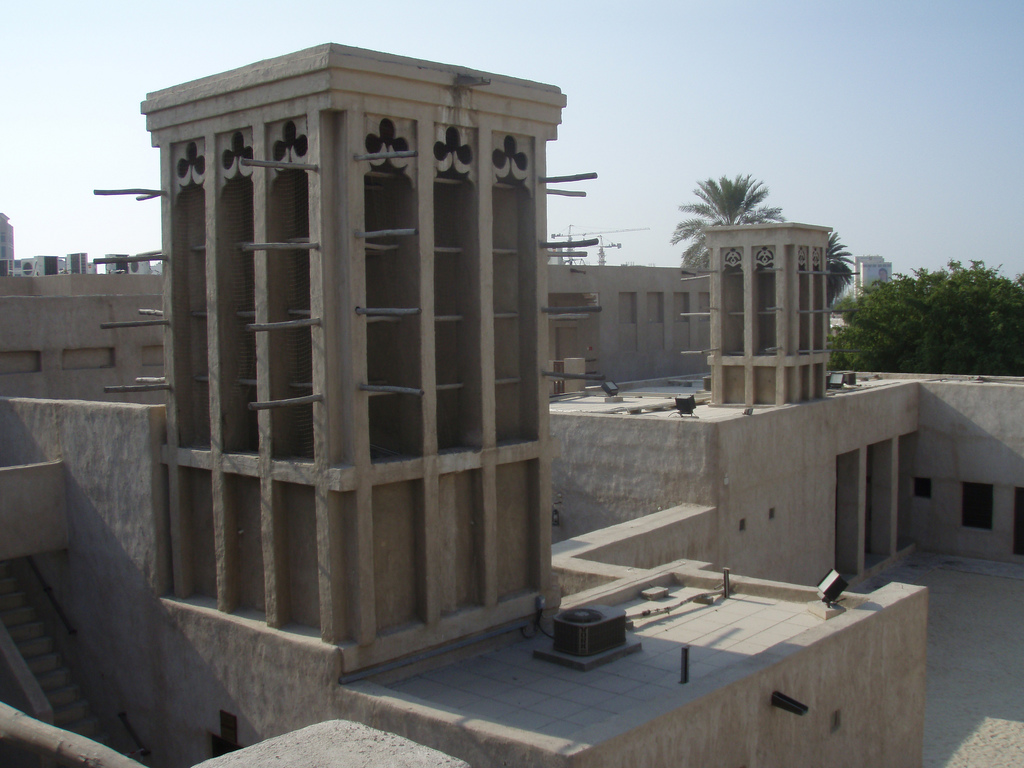
Saeed Al Maktoum House
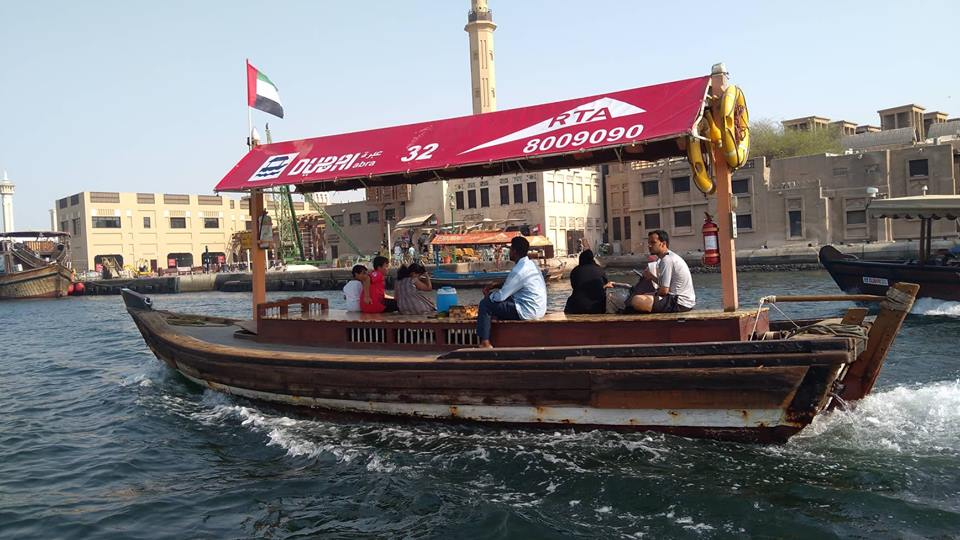
Een abra op de Dubai Creek